# 고이노보리

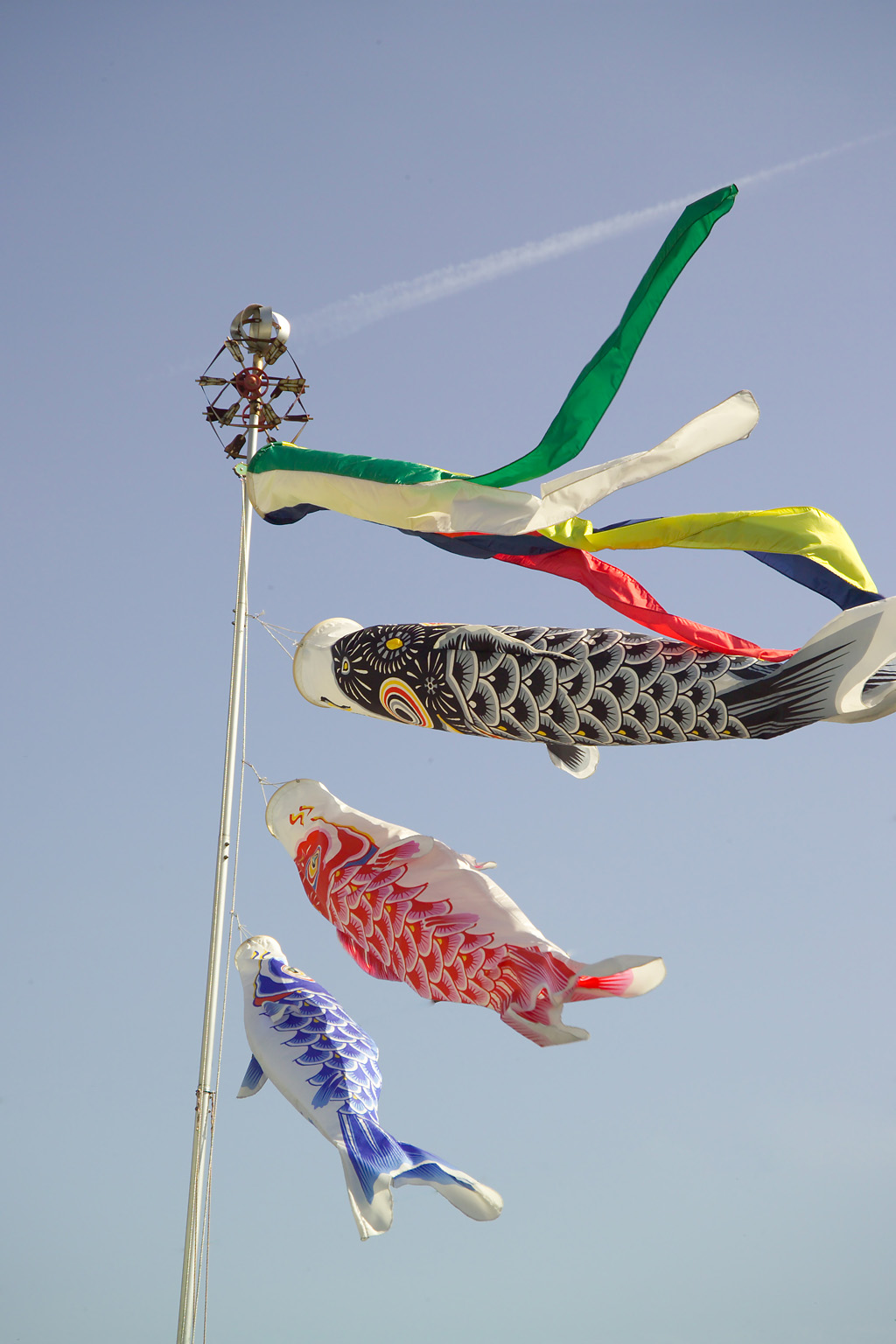
고이노보리

고이노보리(鯉のぼり)는 일본의 관습이다. 어린이날 종이나 천 등으로 잉어 모양을 만들어 깃발처럼 장대에 높이 단다. 집에선 남자 아이가 건강하게 자라라는 뜻으로 사무라이 인형이나 갑옷, 투구를 장식하고 대나무의 잎이나 떡갈나무의 잎으로 싼 찹쌀떡을 만들어 먹기도 한다.
고이노보리는 중국 황허강을 거슬러 올라간 잉어가 상류의 용문에 오르기만 하면 모든 고기들이 용이 된다는 등용문에서 유래했다.

## 같이 보기
- 단오

## 참고 자료
- 노보리